# ミキス・テオドラキス
ミキス・テオドラキス (ギリシア語: Μίκης Θεοδωράκης, Mikis Theodorakis、 1925年7月29日 - 2021年9月2日)は、ギリシャの音楽家（作曲家）。ギリシャにおける20世紀最大の音楽家と言われ、ギリシャ芸術・文化、政治に多大な影響を与えた。

## 来歴・人物
クラシック、オペラ、バレエからギリシャでのポピュラー音楽、映画音楽と幅広い分野で作曲活動を行い、代表作としてカンタータではマリア・ファラントゥーリのために書かれた大作「大いなる歌 (Canto General)」（1980年）、バルセロナ五輪のために書いた「Canto Olympico（1992年）」、映画音楽では「その男ゾルバ（Zorba the Greek、1964年）」、「Z（1969年）」「セルピコ（1973年）」などがある。
当初より左派政治家としても活動し、第二次世界大戦時にはレジスタンスとして逮捕された。戦後の内戦時も左派として活動し、その後パリに逃れ、音楽を勉強する。国外に逃れた際もオペラを作曲するなどの活躍を見せる。
1967年には軍事クーデターに反抗して逮捕された。釈放後、軍事政権崩壊までパリで過ごした。1981年からのべ10年国会議員、大臣も経験した。
獄中での著作『抵抗の日記』（河出書房新社刊）がある。
2007年3月26日、レジオンドヌール勲章を受章し、アテネのフランス大使館にて授与式が行われた。
2021年9月2日、死去。96歳没。

### 交響曲
- 交響曲第1番(1953)
- 交響曲第2番「大地の歌」(1981)
- 交響曲第3番(1981)
- 交響曲第4番「合唱」(1987)
- 交響曲第7番「春の交響曲」(1983)

### 映画音楽
- 『将軍月光に消ゆ』　I'll Met by Moonlight　(1956)
- 『ハネムーン』　Luna de miel　(1960)
- 『エレクトラ』　Elektra　(1961)
- 『真夜中へ五哩』　Le Couteau dans la plaie　(1962)
- 『死んでもいい』　Phaedra　(1962)
- 『その男ゾルバ』　Alexis Zorbas　(1964)
- 『魚が出てきた日』　The Day the Fish Came Out 　(1967)
- 『Z』　Z　(1969)
- 『トロイアの女』　The Trojan Women　(1971)
- 『風雪の太陽』　Sutjeska　(1973)
- 『セルピコ』　Serpico　(1973)
- 『戒厳令』　État de siège　(1973)
- 『ヘルリバー』＜日本未公開＞　Partizani　(1974)
- 『イフゲニア』　Iphigenia　(1978)
- 『霧』　Le Brouillard　(1989)

### 著書
- 『抵抗の日記』（西村徹、杉村昌昭訳/河出書房新社/1975）

### 映画賞
英国アカデミー賞 作曲賞
- 1969年 作曲賞（アンソニー・アスクィス映画音楽賞）受賞 Z
- 1973年 作曲賞（アンソニー・アスクィス映画音楽賞）ノミネート 戒厳令
- 1974年 作曲賞（アンソニー・アスクィス映画音楽賞）ノミネート セルピコ

## 関連文献
- Jean Boivin, Messiaen's Teaching at the Paris Conservatoire: A Humanist Legacy, in Siglind Bruhn, Messiaen's Language of Mystical Love (New York, Garland, 1998), 5-31: 10
- George Giannaris: Mikis Theodorakis. Music and Social Change, Foreword by Mikis Theodorakis. G. Allen, London, 1972
- Gail Holst: Myth & Politics in Modern Greek Music, Adolf M. Hakkert, Amsterdam, 1980
- Mikis Theodorakis: Journals of Resistance. Translated from the French by Graham Webb, Hart-Davis MacGibbon, London, 1973
- Mikis Theodorakis: Music and Theater, Translated by George Giannaris, Athens, 1983
- Asteris Koutoulas: O Mousikos Theodorakis / Theodorakis the Musician (in Greek). "Nea Synora - A. A. Livami, 1998. ISBN 978-960-236-916-6
- Guy Wagner: Mikis Theodorakis. Mia Zoi yia tin Ellada. Typothito - Giorgos Dardanos, 2002. ISBN 960-402-008-0 (The biography exists also in French: Mikis Theodorakis. Une Vie pour la Grèce. Editions Phi, Luxembourg, 2000; and in German: Mikis Theodorakis. Ein Leben für Griechenland. Editions Phi, Luxembourg, 1995)
- George Logothetis: Mikis Theodorakis: the Greek soul, translated from the Greek by Phillipos Chatzopoulos, Agyra editions 2004, ISBN 960-422-095-0. The Chinese version has been published by Shanghai Baijia Publishing House in 2008, ISBN 978-7-80703-861-0.
- Asteris Kutulas: Mikis Theodorakis. A Life in pictures (in German), Coffee-table book with 1 DVD & 2 CDs. Schott Music, Mainz 2010, ISBN 978-3-7957-0713-2
- Arja Saijonmaa: En ung naken kvinna : mötet med Mikis (A young naked woman - the meeting with Mikis), ISBN 978-91-642-0345-8 (bound) Stockholm : Piratförlaget, 2011 Swedish 443 pages, [16] picture pages + 1 CD with four songs by Mikis Theodorakis.